# Wood End
Wood End är en by i Warwickshire i England. Byn är belägen 33,4 km 
från Warwick. Orten har 2 034 invånare (2015).